# Agrargemeinschaft
Eine Agrargemeinschaft ist in Österreich eine zweckgebundene Personen- und Sachgemeinschaft, die bestimmte Grundstücke auf Grund alter Urkunden oder alter Übung gemeinschaftlich verwaltet und nutzt. Die Agrargemeinschaft ist ein selbstständiges Rechtssubjekt (juristische Person), also Trägerin von Rechten und Pflichten. Agrargemeinschaftliche Wälder und Weiden sind in den Bergregionen Österreichs ein bedeutendes Element der Land- und Forstwirtschaft. Eine Auflistung findet sich in Liste österreichischer Agrargemeinschaften.

## Rechtshistorische Entwicklung in Cisleithanien
Geschichtlich gehen agrarische Gemeinschaften auf die altdeutsche und altslavische Gemeinschaft der Dorfgenossen an Wald, Weide, Weg und Wasser zurück, das heißt auf gemeinschaftliche Bodennutzung der alten Markgenossenschaft, die Gemeine Mark. Die Verfügungsmacht über Grund und Boden lag beim Siedlungsverband als solchem, der als Gemeinschaft unter der Führung eines gewählten „Dorfmeisters“ über die Bewirtschaftung des Gemeinschaftslandes entschieden hat. Neben den Gemeinschaftsliegenschaften existierten die Liegenschaften in Einzelnutzung, nämlich beim intensiv bewirtschafteten Kulturland, den Gärten und Äckern. In den meisten Gegenden sind die Gemeinschaftsliegenschaften, d. h. gemeinschaftlich genutzter Grund und Boden, im Verlauf der Jahrhunderte verschwunden oder existieren nur noch kleine Restbestände. Speziell in den Alpenländern haben sich jedoch viele Gemeinschaftsliegenschaften erhalten. So stehen beispielsweise in Vorarlberg heute noch mehr als 50 % der Landesfläche im Gemeinschaftseigentum von agrarischen Gemeinschaften. In der Schweiz existiert dieses Phänomen unter der Bezeichnung „Bürgergemeinde“.
Diese Liegenschaften wurden im Mittelalter als Ortschaft, Nachbarschaft, Gemeinde, Kommune usw. oder Allmende bezeichnet. Es handelt sich um gemeinschaftliche Rechtspositionen aller Dorfgenossen. Diese „Gemeine Mark“ war Gemeinschaftsbesitz und diente zur Bedeckung all jener Bedürfnisse, welche aus dem aufgeteilten Land, den Gärten und Äckern nicht befriedigt werden konnten. „Gemeindsordnungen“ regelten die Benutzung als Weide, zur Holzgewinnung, Gewinnung von Steinen, Sand und sonstiger „Urproduktion“, insbesondere auch zur Jagd und Fischerei. Die „Verrechtlichung“ dieser Verhältnisse entwickelte sich zuerst auf der Ebene des Individualrechts, als Nutzungsrecht des einzelnen Hofeigentümers, welches mit der Hofstelle rechtlich untrennbar verknüpft wurde. Das heißt: Mit einer Hofstelle war das Recht verbunden, bestimmte Gemeinschaftsliegenschaften zu nutzen. Wer den betreffenden Hof erworben hatte, erwarb automatisch auch das Recht dieser Nutzung. Die älteste Urkunde aus dem Tiroler Raum, wo solche Gemeindsnutzungen einer Hofstelle als Zubehör zugeschrieben werden und damit als Privatrecht des jeweiligen Hofeigentümers verstanden werden müssen, stammt bereits aus dem 10. Jahrhundert.
Die im Verlauf der Jahrhunderte wachsende Bevölkerung führte zu intensiverer Bodennutzung („innerer Landesausbau“). Im späten Mittelalter und in der Neuzeit gewannen Bergbau, Hüttenwesen und Salinen an Bedeutung. Zur Sicherung der Kompetenz für politische Gestaltung entwickelten die Landesfürsten und Gerichtsherrn das „Allmendregal“, ein Bündel von Rechtspositionen, die den Zugriff auf die unverteilten Gemeinschaftsgebiete der einzelnen Nachbarschaften („Gemeinden“) sichern sollten. Diese Entwicklung verlief in jedem historischen Rechtsraum in unterschiedlicher Art und Weise. So ist z. B. für den Nordtiroler Rechtsraum nachgewiesen, dass im Jahr 1330 Heinrich, König von Böhmen und Graf von Tirol, in dem von ihm „aufgerichteten“ Amtsbuche sämtliche Waldungen des Inn- und Wipptales als sein Eigentum erklärte. Im Jahr 1541 wurde von Kaiser Ferdinand I. eine „Waldordnung für das Inn- und Wipptal“ erlassen und im Jahr 1685 bestätigt. Beide Waldordnungen erklären alle Waldungen Tirols als Eigentum des Landesfürsten; niemand sollte Waldeigentum behaupten können, es sei denn, er wäre durch landesfürstliche Verleihurkunden ausgewiesen. Teil dieses „Allmendregals“ war insbesondere ein unmittelbar aus der Königsgewalt abgeleitetes Recht des Grafen, die Aufnahme neuer Genossen in die Allmende anordnen zu dürfen; dieses Recht ist eng verknüpft mit dem „Neubruchrecht“, dem Recht des Gerichtsherrn, Land auf der Gemain zu roden und zu besiedeln. Der Landesherr konnte so Rodungen bewilligen und Neusiedlern durch landesfürstliche Schenkung oder Leihe einen Besitztitel verschaffen. Anfang des 15. Jahrhunderts verfügte Friedrich, Landesfürst von Tirol, darüber hinausgehend, dass nunmehr jede Rodung in der Gemain – egal ob durch Einzelne oder durch die Gesamtheit der Nachbarschaft – der landesfürstlichen Genehmigung bedürfe. Weitere landesherrliche Rechte wurden insbesondere im Bereich der Jagd in der Allmende durchgesetzt. Die Nachbarschaften (Gemeinden) versuchten, die Rechte der Gerichtsherren möglichst einzuschränken. Beispielsweise verfügt das Tiroler Landlibell von 1511, dass „Neubruch“ der Zustimmung der berechtigten Nachbarschaften (Gemeinden) bedürfe. Letztlich haben sich in dieser Auseinandersetzung um das „Verfügungseigentum“ an den Gemeinschaftsliegenschaften die Landesherrn, Gerichtsherrn, Grundherren usw. durchgesetzt. Die Allmende wurde damit typischerweise zu einer Sache, an der jeweilige Feudalherr Obereigentum ausübte; den lokalen Gemeinschaften, den Nachbarn, stand Nutzungseigentum zu. Dies als Gemeinschaft und typischerweise gebunden an die jeweilige berechtigte Hofstelle als deren Zugehör („Pertinenz“).
Die feudale Eigentumsordnung wurde im Zuge von Grundentlastung und Auflösung der Regalitätsrechte der Fürsten und Grundherren im Verlauf des 19. Jhdts überwunden. Insofern erweist sich das gemeinschaftliche Nutzungseigentum der Nachbarn der geschichtlichen Betrachtung als ein Übergangsstadium. Dauernde Belastungen des Grundeigentums nach Art des „geteilten Eigentums“ wurden in Österreich auf verfassungsrechtlicher Ebene untersagt, alle dauernden Lasten auf dem Grundeigentum wurden danach für ablösbar erklärt (Art. 7 Staatsgrundgesetz 1867). Aus dem gemeinschaftlichen Nutzungseigentum der Nachbarn (Gemeinden) wurde somit gemeinschaftliches Volleigentum gemäß § 354 ABGB. Diese Entwicklung verlief weitgehend parallel zur Organisierung der heutigen politischen Ortsgemeinde auf der Grundlage des Reichsgemeindegesetzes 1862 und der Ausführungsgesetze dazu aus der Zeit von 1863 bis 1866. Ungeachtet klarer gesetzlicher Vorgaben, wonach das politische Gemeinderecht ohne Einfluss auf das Gemeinschaftseigentum der Gemeindebürger sein sollte, wurde allerorts die Idee des Eigentums der neuen politischen Ortsgemeinde begünstigt. Es entstand deshalb in vielen österreichischen Kronländern Unklarheit und Streit über die Eigentumsverhältnisse an Gemeinschaftsliegenschaften. Zu den Ursachen der unklaren Behandlung bemerkt Carl Peyrer, damals k.k. Ministerialrat im Ackerbauministerium, in seiner Schrift aus dem Jahr 1877, Die Regelung der Grundeigentums-Verhältnisse, Seite 49, dass in älterer Zeit die Ausdrücke „Gemeingut“ und „Gemeindegut“ ebenso das Vermögen der Nutzungsgemeinde (Realgemeinde, Dorfschaft, Nachbarschaft, Gemeinschaft, Genossenschaft) wie auch das Vermögen der politischen Gemeinde umfasste. In der späteren Zeit, wo die politische Gemeinde als selbstständiges Organ in den Vordergrund trat und vom Staate sowie von den höheren autonomen Organen begünstigt wurde, hätte oft schon der bloße Name genügt, um das Vermögen der Nutzungsgenossenschaft ganz der politischen Gemeinde zuzuweisen. Carl Peyrer, Seite 7, weiter: Der Genossenschaftsbesitz und der Gemeindebesitz würden in durchaus unklarer Weise durcheinander geworfen, so dass heute [Anm.: aus der Sicht des Jahres 1877] in den österreichischen Ländern hunderte von Quadratmeilen landwirtschaftlich genutzte Flächen mit völlig unklaren und ungeregelten Eigenthumsverhältnissen vorkommen würden.
Auf dringendes Insistieren der Landtage insbesondere von Niederösterreich und Kärnten hat der Reichsgesetzgeber im Jahr 1883 auf diesen Missstand reagiert und mit dem Reichsrahmengesetz vom 7. Juni 1883, RGBl. Nr. 94, betreffend die Teilung gemeinschaftlicher Grundstücke und die Regulierung der darauf bezüglichen gemeinschaftlichen Benützungs- und Verwaltungsrechte einen rechtlichen Rahmen für die reformatorische Gestaltung der Rechtsverhältnisse am Gemeinschaftseigentum in agrargemeinschaftlicher Nutzung geschaffen. Die Bodenreformbehörden (Agrarbehörden), neue politische Spezialbehörden, sollten sich der Kommassierung (Grundzusammenlegung) von zersplittertem Einzelbesitz und der reformatorischen Gestaltung der Rechtsverhältnisse an unverteiltem Gemeinschaftsland widmen – letzteres durch Teilung des Gemeinschaftslandes oder Regulierung (Umgründung in körperschaftlich eingerichtete Agrargemeinschaften). Die nötigen Ausführungsgesetze in den Ländern als Grundlage konkreter Maßnahmen wurden sukzessive über den Zeitraum von 1884 bis 1921 geschaffen:
- Gesetz für die Markgrafschaft Mähren vom 13. Februar 1884, LGBl 31/1884
- Herzogtum Kärnten vom 5. Juni 1885, LGBl 23/1885
- Erzherzogtum Österreich unter der Enns vom 3. Juni 1886, LGBl 39/1886
- Herzogtum Krain vom 26. Oktober 1887, LGBl 2/1888
- Herzogtum Schlesien vom 28. Dezember 1887, LGBl 13/1888
- Herzogtum Salzburg vom 11. Oktober 1892, LGBl 32/1892
- Herzogtum Steiermark vom 26. Mai 1909 LGBl 44/1909
- gefürstete Grafschaft Tirol vom 19. Juni 1909 LGBl 61/1909
- Erzherzogtum Österreich ob der Enns vom 28. Juni 1909 LGBl 36/1909
- Land Vorarlberg vom 11. Juli 1921 LGBl 1921/115

Auf der Grundlage dieser Gesetze werden seit Mitte der 1880er Jahre in Österreich Gemeinschaftsliegenschaften geteilt oder Agrargemeinschaften reguliert. Aus der Sicht des Jahres 1916 stellte Hermann Hugelmann anhand der statistischen Daten im Ackerbauministerium für Kärnten 630 „agrarische Operationen“ fest, für Niederösterreich 350.
Der historische Gesetzgeber des Bodenreformrechts hatte mit Blick auf die Gemeinschaftsliegenschaften sowohl den grundlegenden Organisationsmangel beim historischen Gemeinschaftseigentum im Auge (das Gemeinschaftseigentum entbehrte einer geeigneten Rechtsgrundlage zur Organisierung), als auch zahlreiche Streitigkeiten wegen des Eigentums und der Nutzungsrechte daran. Gerade die strittigen Eigentumsverhältnisse, welche zwischen den „Altberechtigten“ („Urhausbesitzern“) und den neuen politischen Ortsgemeinden ausgefochten wurden (vgl. etwa Karl Cizek, Der Streit um die Gemeindegründe, 1879, zu den damaligen Verhältnissen in Böhmen), hatten die Maßnahmen des Reichsgesetzgebers ganz wesentlich motiviert (instruktiv dazu der Bericht des NÖ Landesausschusses an den Niederösterreichischen Landtag vom 21. September 1878 betreffend die Regelung der Besitz- und Nutzungsverhältnisse des Gemeindeeigentums, XXVII der Beilagen zu den stenographischen Protokollen des niederösterreichischen Landtages, 5. Wahlperiode). Diesen Streitigkeiten sollten die schon erwähnten neuen politischen Behörden, die „Commassionsbehörden“ (später Agrarbehörden) und gerade nicht die Zivilgerichte zu Leibe rücken. Teilweise wurde der Regelungsgegenstand des Teilungs-Regulierungs-Reichsrahmengesetzes 1883 (TRRG 1883) sogar primär in der Herstellung geordneter Verhältnisse zwischen der neuen politischen Ortsgemeinde und den „altberechtigten Gemeindegliedern“ gesehen.
Ungeachtet dieser Maßnahmen auf reichsgesetzlicher Ebene im Jahr 1883 verlief in den einzelnen Ländern die Entwicklung sehr unterschiedlich. Während insbesondere in Kärnten und in Niederösterreich die Teilung und Regulierung von Gemeinschaftsliegenschaften aufgrund von Gesetzen aus den Jahren 1885 und 1886 zügig in Angriff genommen wurde, wurde beispielsweise in Tirol, aber auch in der Steiermark und in Oberösterreich lange Zeit kein Handlungsbedarf für den Landesgesetzgeber erkannt; in Ermangelung eines Landesausführungsgesetzes konnte deshalb das Teilungs- und Regulierungsrecht als Rechtsgrundlage zur Organisierung oder Teilung von Gemeinschaftsliegenschaften nicht wirksam werden. Die neuen Ortsgemeinden erschienen den Miteigentümern als Fortsetzung der alten privatautonom entstandenen Nachbarschaftsstrukturen; die Angelegenheiten der Gemeinschaftsliegenschaften wurden in den Organen der neuen politischen Ortsgemeinden abgehandelt. Für Sondergemeinschaftseigentum einzelner Dörfer wurde speziell vom Tiroler Landesgesetzgeber sogar ein eigenes Organisationsmodell geschaffen, welches die Verwaltung der Gemeinschaftsliegenschaften als Teil der Gemeindeverwaltung organisierte. Weil die wesentlichen Steuern an das Grundeigentum gebunden und nur Steuerzahler wahlberechtigt waren, dominierten die Stammliegenschaftsbesitzer die neuen politischen Ortsgemeinden vollständig. Ein Erfordernis privates Gemeinschaftseigentum und Eigentum der Ortsgemeinde zu unterscheiden, wurde deshalb auch nicht gesehen. Vor diesem Hintergrund wird nachvollziehbar, warum allerorts im Zuge der Anlegung der neuen Grundbücher privates Gemeinschaftseigentum auch unter Sammelbezeichnungen, welche im neuen politischen Gemeinderecht etabliert waren wie „Gemeinde“, „Katastralgemeinde“, „Fraktion“ usw. einverleibt wurden.
Die Grundbuchsanlegung hat einen Prozess der „Schein-Transformation“ der Gemeinschaftsliegenschaften in die politischen Ortsgemeinden stark forciert. Viele Gemeinschaftsliegenschaften waren erstmals in öffentlichen Büchern zu erfassen. Die Kenntnisse über die juristische Person nach Privatrecht lagen in der zweiten Hälfte des 19. Jhdts noch im Argen; die im ABGB aus 1811 rudimentär geregelte „moralische Person“ (§ 26 ABGB) rechtfertigte Einverleibungen von „Interessentschaften“, „Nachbarschaften“, „Alpgenossenschaften“ usw. Bei Rückgriff auf gemeinderechtliche Organisationsformen standen jedoch gesetzlich klar geregelte Organisationsmodelle zur Verfügung. Vor die Alternative gestellt, entweder 70 Mitberechtigte als Miteigentümer einzuverleiben oder stattdessen eine „Ortschaft“, eine „Nachbarschaft“ oder eine „Gemeinde“ im Grundbuch einzuverleiben, erschien Letzteres die attraktivere Variante. Wie die Tiroler Landesregierung Anfang der 1980er Jahre im Gesetzesprüfungsverfahren VfSlg 9336/1982 festgestellt hatte, waren die Grundbucheintragungen bei den Gemeinschaftsliegenschaften nur bedingt als richtig anzusehen („Bei der Grundbuchsanlegung wurde einmal die Gemeinde, dann wieder eine Nachbarschaft, eine Fraktion, eine Interessentschaft, die Katastralgemeinde oder die Berechtigten als Miteigentümer eingetragen. Es lag allein im Gutdünken des zuständigen Grundbuchsbeamten, welchen Ausdruck er verwendete.“). Dieser Befund trifft auch für andere Länder zu, wie der Oberste Agrarsenat in verschiedenen Verfahren festgestellt hat („Mag nun die 1864 entstandene neue Rechtspersönlichkeit der politischen Gemeinde zeitweilig die Verwaltung der alten Realgemeinde an sich gezogen haben, sei es, dass sich der Personenkreis der beiden verschiedenen Rechtspersönlichkeiten deckte oder, wie es vielfach bei der Grundbuchsanlegung erfolgte, man sich der aus ganz verschiedenen Wurzeln entstandenen getrennten Rechtspersönlichkeiten, mangels Erforschung der geschichtlichen Entwicklung nicht bewusst wurde, […]“, Oberster Agrarsenat, 245-OAS/58 – Agrargemeinschaft Commune Markt Ysper). Rechtshistorische Untersuchungen aus jüngster Zeit bestätigen diese Befunde.
Die sogenannte „Transformation des alten Gemeindeguts in die neue Gemeindeverfassung“ nach 1849 war eine rein faktische, ohne gesetzliche Grundlage – streng genommen entgegen dem Wortlaut der Gemeindegesetze (entgegen §§ 11 bzw. 12 der Ausführungsgesetze zum Reichsgemeindegesetz 1862, entgegen § 26 prov. Gemeindegesetz 1849). Die Ortsgemeinden fungierten in der Praxis als Aufsichtsbehörde, der Gemeindeausschuss entschied Streitigkeiten über die Nutzungsrechte; der Gemeindevorstand fungierte als Vertretungsorgan. Formaler Anknüpfungspunkt für diese „Zuständigkeit“ war die Behandlung des privaten Gemeinschaftseigentums als „Gemeindegut“ bzw. „Fraktionsgut“. Dort, wo sich Gemeinschaftseigentum rein auf privatrechtlicher Ebene, organisiert als „Nachbarschaft“, erhalten hatte, haben die Gemeindevorstände als staatliche Autorität zumindest die Vertretungskompetenz des „Nachbarschaftsobmannes“ „vidimiert“ (beglaubigt). Die moderne Ortsgemeinde trat insofern funktionell als „Agrarbehörde“ (Aufsichtsbehörde für die Gemeinschaftsliegenschaften) auf.
Die Einführung der Deutschen Gemeindeordnung zum 1. Oktober 1938 hat österreichweit die Idee der Einbeziehung agrargemeinschaftlichen Eigentums in die modernen Ortsgemeinden noch einmal forciert. Unter dem Titel der Auflösung der gemeinderechtlichen Teilstrukturen wurde vielfach auch agrargemeinschaftliches Privatvermögen zu Gunsten der Ortsgemeinden eingezogen. Dies entgegen den bestehenden Gesetzen des nationalsozialistischen Staates, die ausdrücklich nur die Auflösung öffentlich-rechtlicher Teil-Strukturen im Gemeindeverband anordneten und für das „Gemeindegut in agrargemeinschaftlicher Nutzung“ (= Gemeindegliedervermögen nach deutscher Terminologie) den unbedingten Vorrang des Teilungs- und Regulierungsrechts vorsahen. Aus Osttirol ist bekannt, dass die Vereinnahmung des agrargemeinschaftlichen Vermögens zur Finanzierung des allgemeinen Bedarfs der Ortsgemeinden unter Berufung auf das Einführungsgesetz zur Dt. Gemeindeordnung zu massiven Protesten der Stammliegenschaftsbesitzer und letztlich zur Reaktion der Gauleitung in Klagenfurt geführt hatten. Dr. Wolfram Haller, Jurist der Villacher Agrarbehörde, hat in Konsequenz im Zeitraum 1941 bis 1945 ca. 300 Agrargemeinschaften in Osttirol reguliert. Gerade die Erfahrungen in der Zeit des Nationalsozialismus haben in der zweiten Hälfte der 1940er Jahre und in den 1950er Jahren zahlreiche Anträge auf Bildung von Agrargemeinschaften begünstigt. Charakteristisch für das Recht der Gemeinschaftsliegenschaften sind oft über die Jahrhunderte nachweisbare Auseinandersetzungen der jeweiligen „Altberechtigten“ („Urhausbesitzer“) mit Zuzüglern, sogenannten Söll-Leuten bzw. Inwohnern.
So lassen sich in der Leobner Wald- und Wirtschafts-Realgemeinschaft, das sind die jeweiligen Eigentümer und Miteigentümer bestimmter 152 bürgerlicher Häuser in Leoben, die im Jahre 1630 (!) die Stadt Leoben gebildet hatten, vier Klassen von Mitberechtigungen nachweisen. Jede Klasse umfasst eine verschieden große Anzahl von Häusern. Die Nutzungsanteile der verschiedenen Klassen verhalten sich zueinander wie folgt (Leobner Realgemeinschaft, Oberster Agrarsenat, 2. Oktober 1963, 323-OAS/63):
- Klasse 1: 17,
- Klasse 2: 14,
- Klasse 3: 11,
- Klasse 4: 9.

Diese vier Klassen von Mitberechtigungen sind so erklärbar, dass im Verlauf der Geschichte bei dieser agrarischen Gemeinschaft drei Mal Auseinandersetzungen (Neuaufnahmen) mit „Zuzüglern“, Neubürgern, stattgefunden haben; die jeweiligen „Neuberechtigten“ mussten dabei Abstriche beim Umfang ihrer Rechte akzeptieren; das Mitgliedschaftsrecht in der vierten Klasse umfasst nur mehr knapp die Hälfte der Rechtsposition von Klasse eins. Seit dem Jahr 1630 ist der Kreis der Mitberechtigten geschlossen. Solche „Gemeindsöffnungen“ mit Neuaufnahmen von Mitgliedern (der „Söll-Leute“, „Inwohner“ usw.) lassen sich allerorts und zu verschiedenen Zeiten nachweisen. Typisch sind die Tiroler „Söll-Teile“, welche ein Drittel des Umfanges des „Bauern-Anteiles“ umfassen. Das Beispiel der Leobener Realgemeinschaft zeigt freilich auch, dass diese Gemeinschaftsvermögen immer wieder der Anfechtung ausgesetzt waren. 1811 erwirkten die „Altberechtigten“ ein spezielles Statut, das „Verwaltungs- und Gebarungsnormale“, wonach unter Kontrolle der politischen Behörden eine Eigenverwaltung durch den „vereinten bürgerlichen Wirtschaftsausschuss“ eingesetzt wurde, um das Gemeinschaftsvermögen vom Eigentum der Stadtgemeinde Leoben abzugrenzen. Tiefgreifende Streitigkeiten zwischen der Stadtgemeinde Leoben und der „Bürgerschaft“ führten zum Ausgleichsvertrag vom 5. November 1883, mit welchem eine „endgültige“ Vermögensauseinandersetzung und Ordnung der beiderseitigen Ansprüche erfolgte. Zur nutzbringenden Bewirtschaftung des mit Ausgleichsvertrag den Eigentümern der 152 bürgerlichen Häuser zuerkannten Vermögens schlossen sich diese im Jahre 1884 zum „Leobner Wirtschaftsverein“ zusammen, welcher sich nach dem Vereinspatent von 1852 organisiert hatte. Ein Teilungs- und Regulierungsrecht („Flurverfassungsrecht“) hatte 1884 im Herzogtum Steiermark nicht existiert. Ungeachtet des Ausgleichsvertrages von 1883 beanspruchte die Stadtgemeinde Leoben im Agrarbehördenverfahren, welches im Jahr 1962 eingeleitet wurde, wiederum das Eigentumsrecht am Gemeinschaftsvermögen. Der Oberste Agrarsenat bestätigte jedoch mit dem oben genannten Erkenntnis vom 2. Oktober 1963 Gemeinschaftseigentum und die Bildung einer Agrargemeinschaft. Die Leobner Realgemeinschaft (Steiermark) ist mit einem Gemeinschaftsbesitz von rund 8.000 ha heute die zweitgrößte Agrargemeinschaft Österreichs (nach Nenzing, Vorarlberg, mit rund 10.000 ha Grundbesitz).
Die nicht regulierte Agrargemeinschaft ist dadurch gekennzeichnet, dass sie über keine rechtlich anerkannte Organisationsstruktur verfügt. Die Verwaltung der Gemeinschaftsliegenschaften in den Organen der Ortsgemeinde ist spätestens seit der Zeit des Nationalsozialismus in Österreich die Regel. Der Tiroler Landesagrarsenat judizierte in diesem Zusammenhang ausdrücklich, dass der Ortsgemeinde die Kompetenz zur Verwaltung und Vertretung der nicht regulierten Agrargemeinschaft zustehe. In die Vorarlberger Gemeindeordnung von 1965 wurde ausdrücklich eine entsprechende Regelung aufgenommen: § 91 Abs. 4 Vlbg Gemeindegesetz 1965, LGBl 1965/45 (unverändert § 99 Gemeindegesetz 1985, aufgehoben durch das „Gemeindegutsgesetz 1998“, (Vlbg) LGBl 1998/49): „Die Gemeinde als Trägerin von Privatrechten ist verpflichtet, Gemeindegut, dessen rechtlichen und wirtschaftlichen Verhältnisse noch nicht nach den Bestimmungen des II Hauptstückes des Flurverfassungsgesetzes, LGBl Nr 4/1951, geordnet sind, vorläufig nach den Bestimmungen des Flurverfassungsgesetzes zu verwalten.“ Das Verhältnis zwischen politischem Gemeinderecht und dem Recht der Teilung und Regulierung von Gemeinschaftsliegenschaften ist aufgrund einer engen Verzahnung beider Materien hochkomplex. Weil die Gruppe der „Altberechtigten“ regelmäßig den Kern der „alten Gemeinde“ bildete, d. h. den Kern des Gebildes, welches der modernen Ortsgemeinde als Staatseinrichtung vorausgegangen war, gründete die Finanzierung von Gemeindeprojekten oft auf der Nutzung (Verpfändung) von Gemeinschaftsliegenschaften (ausführlich dazu der Bericht des NÖ Landesausschusses an den Niederösterreichischen Landtag vom 21. September 1878). Es versteht sich von selbst, dass die Trennung dieser Gemeinschaftsvermögen von der Gemeindevermögensverwaltung und die Errichtung einer „körperschaftlich eingerichteten Agrargemeinschaft“ nicht ohne politische Brisanz war und ist.
Streitigkeiten über die Eigentumsverhältnisse an den historischen Allmendliegenschaften sind im gesamten Dt. Sprachraum und darüber hinaus nachweisbar und gehen diese Streitigkeiten seit jeher mit der „Verstaatlichung“ der ursprünglich privatautonom eingerichteten lokalen Verwaltungsstrukturen einher (grundlegend dazu Julius Weiske, Über Gemeindegüter und deren Benutzung durch die Mitglieder, Leipzig 1849). Weiske ortete die Ursache in den unklaren Regelungen der modernen politischen Gemeindegesetze, welche dem Erfordernis der gesonderten Verwaltung der historischen Gemeinschaftsvermögen nicht Rechnung tragen würden. Deshalb formulierte Weiske bereits 1849 folgende Forderung an die Politik: „So wären denn die Gemeinden darüber aufzuklären, wie diese Güter entstanden sind, wie die jetzt bevorzugt erscheinenden Mitglieder die rechtlichen Nachfolger derer sind, welche die heute sog. Gemeindegüter ungeteilt ließen, um sie gemeinschaftlich oder nach bestimmt festgesetzten Anteilen für sich zu benutzen. Dabei muss man in Erwägung ziehen, dass die, welche diese Einrichtung trafen, ebenso gut jene Grundstücke hätten teilen und zu ihren Äckern oder Privatgütern schlagen können. Wäre dies geschehen, so würde heute niemand behaupten: Da wir jetzt alle wirkliche Gemeindeglieder, gleichberechtigt und gleich verpflichtet sind, so darf auch kein Mitglied ein größeres Gut oder mehr Wald als ein anderes haben.“. Der aktuelle Agrarstreit in Tirol zeigt, wie weitsichtig Weiskes Forderung, erhoben im Jahr 1849, wirklich war. (S dazu unten, 4. Aktuelle Probleme bei Gemeindegut-Agrargemeinschaften)

## Rechtliche Besonderheiten der Agrargemeinschaften
Eine Agrargemeinschaft ist die rechtliche Organisationsform für landwirtschaftlich genutztes Gemeinschaftsvermögen. Die Agrargemeinschaft ist eine zweckgebundene Personen- und Sachgemeinschaft und unterscheidet sich wesentlich von einer zivilrechtlichen Gemeinschaft des Eigentums nach § 825 ff ABGB. Es gilt einfaches Mehrheitsprinzip auch bei wichtigen Änderungen, jedoch Aufsichtsrecht der Agrarbehörde; die Teilungsklage ist ausgeschlossen. Gemeinschaftsvermögen wurde ursprünglich in den verschiedensten Erscheinungsformen geschaffen: Gemeinschaftsmühlen, Gemeinschaftsbacköfen, Gemeinschaftsbrunnen, gemeinschaftliche Badehäuser, gemeinschaftliche Fischteiche usw.; ein beliebtes Beispiel für städtisches Gemeinschaftsvermögen sind die Gemeinschaftsbrauhäuser der brauberechtigten Bürger. Die meisten Erscheinungsformen dieses uralten gemeinschaftlichen Eigentums sind heute verschwunden; für „Neugründungen“ stehen die Gesellschaften des Handelsrechts zur Verfügung. Für die ungeteilten, gemeinschaftlich genutzten landwirtschaftlichen Flächen hat die Rechtsordnung das Organisationsmodell der Agrargemeinschaft und ein Sonderprivatrecht dazu geschaffen. Dieses Sonderprivatrecht der landwirtschaftlich genutzten Gemeinschaftsliegenschaften, das Flurverfassungsrecht, wird von eigenen Behörden, den Agrarbehörden (ursprünglich Commassionsbehörden), mit den Instrumenten des Öffentlichen Rechts vollzogen. Die Zuständigkeit der Zivilgerichtsbarkeit wurde weitestgehend ausgeschlossen.
Der Grund für die Positionierung dieses Sonderprivatrechts im Vollzug von eigenen Behörden unter Anwendung des Öffentlichen Rechts ist ein einfacher: Über die Jahrhunderte haben sich im Bodenrecht Entwicklungen verfestigt, denen mit den Instrumenten des Privatrechtes nicht mehr beizukommen war. Der Aufsplitterung der Fluren war mit Grundzusammenlegungen („Commassionen“) zu begegnen; die Enklaven im Waldland sollten umgestaltet, d. h. umgelegt und ausgegliedert werden, und die Gemeinschaftsliegenschaften sollten entweder geteilt (agrarische Operation der Teilung) oder mit einer klaren Organisationsstruktur versehen werden (agrarische Operation der Regulierung). In Anbetracht einer Vielzahl von beteiligten Parteien sind diese Maßnahmen nur mit den Instrumenten des Öffentlichen Rechts zu bewältigen: Grundsätzlich soll die Agrarbehörde im Konsens mit den Beteiligten vorgehen, d. h. aufgrund eines Übereinkommens das Gemeinschaftsland aufteilen oder als Agrargemeinschaft organisieren oder beides teilweise, je nach den konkreten Verhältnissen. Wird ein Konsens unter den Beteiligten erzielt, das sind unter Umständen mehrere hundert Mitberechtigte, dient der Bescheid der Beurkundung und Genehmigung des „Parteienübereinkommens“. Insoweit kein „voller Konsens“ mit allen Beteiligten erzielt wird, steht das Instrument des Bescheides zur amtswegigen reformatorischen Gestaltung der rechtlichen und wirtschaftlichen Verhältnisse zur Verfügung. Die gesamte Umsetzung der Maßnahmen bis zur Richtigstellung des Grundbuches erfolgt amtswegig und gebührenfrei. Der Agrarjurist wird von Agrartechnikern und Agrarökonomen unterstützt. Als Sammelbezeichnung für die Maßnahmen der „Bodenreform“ hat sich der Begriff der „agrarischen Operation“ eingebürgert, gemäß Art. 12 Abs. 1 Z. 3 des Bundes-Verfassungsgesetzes war Bodenreform bis zum 31. Dezember 2019 Zuständigkeit des Bundes für die Grundsatzgesetzgebung und des Landes für die Ausführungsgesetzgebung und die Vollziehung, die dann jeweils den Agrarbehörden obliegt. Seit 1. Januar 2020 fallen die Angelegenheiten der Bodenreform (da sie in Art. 12 nicht mehr erwähnt werden) in den Art. 15 des Bundes-Verfassungsgesetzes, womit die Gesetzgebung allein den Ländern obliegt. An der Vollziehung durch die Agrarbehörden der Länder hat sich nichts geändert. Die Agrarbehörde hat insbesondere die Kompetenz, über Eigentum und dingliche Rechte an Gemeinschaftsliegenschaften zu entscheiden. Dies auch in Anwendung des Zivilrechts. Die Bescheide haben urteilsgleiche Wirkung (§ 14 Agrarverfahrensgesetz). Die agrarischen Operationen (mit dem Agrarjuristen als „Operateur“) für die Gemeinschaftsliegenschaften sind:
- General- oder Spezialteilung der agrargemeinschaftlichen Grundstücke, bis hin zur Schaffung von Alleineigentum für jedes Mitglied durch Aufteilung;
- Regulierung der gemeinschaftlichen Nutzungs- und Verwaltungsrechte, d. h. insbesondere Feststellung der Grenzen des Gemeinschaftsgebietes (bei Ausscheidung von Einzeleigentum oder Gemeindeeigentum); Feststellung der Nutzungsberechtigten, Feststellung ihrer Anteilsrechte, Entscheidung über die Eigentumsverhältnisse am agrargemeinschaftlich genutzten Liegenschaftsvermögen; Aufstellen von Satzungen und Erlassung von zeitgemäßen Wirtschaftsplänen für agrargemeinschaftliche Wälder, Almen und Weiden.

Die Agrargemeinschaft besteht – unterschiedlich je nach Bundesland – aus mindestens zwei Personen, die Anteilsrechte an agrargemeinschaftlichen Grundstücken haben. Die Anteilsrechte sind im Regelfall mit dem Eigentum an bestimmten Grundstücken, den sogenannten Stammsitzliegenschaften verbunden. Diese Verbindung kann, muss aber nicht aus dem Grundbuch (Gutsbestandsblatt der Stammsitzliegenschaft) ersichtlich sein. Der Begriff Stammsitzliegenschaft deckt sich nicht zwangsläufig mit dem Grundbuchskörper. Der jeweilige Eigentümer einer Stammsitzliegenschaft hat ein Anteilsrecht an den agrargemeinschaftlichen Grundstücken, ist aber nicht deren zivilrechtlicher Miteigentümer. Der Erwerber einer Stammsitzliegenschaft wird mit dem Eigentumsübergang automatisch Mitglied der Agrargemeinschaft mit Sitz und Stimme. Die Stimmrechte gestalten sich, je nach beschlossener Satzung, sehr verschieden. Vielfach gibt es seit alters her auch Stammsitzliegenschaften ohne landwirtschaftliche Nutzung, sogenannte Bürgerhäuser, Wirte, Bäcker etc. (Markthäuser). Eher selten und nur in wenigen Regionen des Bundesgebiets (besonders im alemannischen Rechtskreis) anzutreffen sind persönliche („walzende“) Anteilsrechte; das Mitgliedschaftsrecht folgt diesfalls nicht dem Eigentum an einem Stammsitz, sondern nach Erbfolge. Die historische Beschränkung der Erbfolge auf „den Mannesstamm“ hat sich im Zeitalter der Gleichberechtigung überlebt (VfGH VfSlg 13.975). Jeder Anteilsberechtigte hat Anspruch auf Teilnahme an der Willensbildung und Verwaltung der Agrargemeinschaft und Anspruch auf Nutzungen, beispielsweise auf den Bezug einer bestimmten Menge Holz aus dem agrargemeinschaftlichen Wald, auf die Beweidung einer Gemeinschaftsalm mit hofeigenen Rindern oder auf Gewinnausschüttungen. Die Nutzungsrechte können zahlenmäßig exakt fixiert oder nach dem jeweiligen Haus- und Gutsbedarf dynamisch gestaltet sein. Für Rechtsstreitigkeiten im Zusammenhang mit Agrargemeinschaften ist weitestgehend die Agrarbehörde (also eine Verwaltungsbehörde) und nicht das Gericht zuständig.
Eine besondere Form der agrargemeinschaftlichen Anteilsrechte bilden die Teilwaldrechte in Tirol; „Teilwälder“ sind aus historischen Waldteilungen hervorgegangen, die rechtlich nicht so weit durchgeführt wurden, dass im Zuge der Grundbuchanlegung (oder auch später) Einzeleigentum entstanden wäre. Schriftliche Waldteilungsakte sind in Tirol bis an den Anfang des 16. Jahrhunderts nachweisbar. Das Gesamtgebilde hat man sich vorzustellen wie eine Wohnungseigentumsgemeinschaft: Eine sondergesetzlich geregelte Eigentumsgemeinschaft, deren Mitglieder auf bestimmten Waldflächen ausschließliches Holz- und Streunutzungsrecht besitzen. Daran ändert auch der Umstand nichts, dass im Zuge der Grundbuchsanlegung die Gemeinschaft der Berechtigten unter einer Sammelbezeichnung mit gemeinderechtlichem Bezug wie „Fraktion“, „Ortschaft“ oder „Gemeinde“ einverleibt wurde. Die Einverleibung im Grundbuch entspricht nur der äußeren Form des Eigentumserwerbes. Solange die Agrarbehörde über die Eigentumsverhältnisse nicht rechtskräftig entschieden hat, sind die Eigentumsverhältnisse als ungeklärt anzusehen. Die heutige Praxis neigt dazu, Gemeindeeigentum anzunehmen. Der Verfassungsgerichtshof hat jüngst eine historische Entscheidung der Agrarbehörde, wonach die Agrargemeinschaft rechtskräftig als Eigentümerin der Teilwaldliegenschaft festgestellt wurde, als rechtswidrigen Eigentumseingriff zu Lasten der Ortsgemeinde ausgelegt (VfSlg 18.933/2009). Dabei wurde der Eigentumstitel der Ortsgemeinde vom VfGH allerdings nicht geprüft, was freilich notwendig erscheint. Teilwälder dürfen nicht mehr neu begründet werden, weil ihre Bewirtschaftung meist unzweckmäßig und unrentabel ist und weil einer Neubegründung das Verbot des Art. 7 des Staatsgrundgesetzes 1867 („Verbot dauernd geteilten Eigentums“) entgegen stünde.
Die Agrarbehörde entscheidet, ob eine Agrargemeinschaft vorhanden ist, auf welches Gebiet sie sich erstreckt, wem und in welchem Umfang Anteilsrechte zustehen, und über die Frage, ob Gemeindegut oder Gemeindevermögen vorliegt. In einem Teilungs- oder Regulierungsverfahren und außerhalb desselben erstreckt sich die Zuständigkeit der Agrarbehörde auch auf Streitigkeiten über Eigentum und Besitz an Liegenschaften in agrargemeinschaftlicher Nutzung. Agrarbehördenbescheide haben „urteilsgleiche“ Wirkung (§ 14 des Agrarverfahrensgesetzes). Derjenige, der im Agrarbehördenverfahren als Eigentümer einer agrargemeinschaftlichen Liegenschaft festgestellt wurde, ist Eigentümer im Rechtssinn. Die Agrarbehörde übt die Aufsicht über die Agrargemeinschaften aus und entscheidet auch über Streitigkeiten zwischen der Agrargemeinschaft und ihren Mitgliedern oder solchen Streitigkeiten zwischen den Mitgliedern untereinander, die aus dem Gemeinschaftsverhältnis entstanden sind.
Hat eine Agrargemeinschaft eine rechtswirksame, agrarbehördlich genehmigte oder erlassene Satzung (Statuten), dann ist sie auch eine Körperschaft des öffentlichen Rechts, somit Trägerin von Rechten und Pflichten, kann Verträge abschließen sowie vor Gericht klagen und geklagt werden. Die Satzung enthält Bestimmungen über die Organisation, Willensbildung und Verwaltung der Agrargemeinschaft, ferner über Art, Ausmaß und Ausübung der Anteilsrechte. Die Satzung ist Beurteilungsmaßstab für das rechtmäßige Agieren der Agrargemeinschaft und reglementiert deren wirtschaftliche Autonomie. Nach der Rechtsprechung des VfGH (VfSlg 13.975 vom 12. Dezember 1994) sind alle Behörden grundsätzlich an die aufsichtsbehördlich genehmigte Satzung gebunden. Allerdings fordert das Höchstgericht aus guten Gründen, dass auch eine genehmigte Satzung dem Gleichheitsgrundsatz entsprechen muss (Verbot der Geschlechtsdiskriminierung). Für die Satzung gelten die grundlegenden Normen des Gemeinschaftsrechts, insbesondere die Vorschriften über die Nichtdiskriminierung und den freien Kapitalverkehr. Einschränkende Satzungsbestimmungen sind nur insoweit zulässig, als damit in nicht diskriminierender Weise ein im Allgemeininteresse liegendes Ziel verfolgt und der Grundsatz der Verhältnismäßigkeit gewahrt wird. Alle Agrargemeinschaften haben als Organe die Vollversammlung und einen Obmann (oder eine Obfrau), viele auch einen Ausschuss (oder einen Vorstand), Obmann(frau)stellvertreter, Kassier, Schriftführer, unter Umständen auch einen Aufsichtsrat. Die Vollversammlung besteht aus allen Mitgliedern und ist jedenfalls das oberste Entscheidungsorgan. Der von der Vollversammlung gewählte Obmann hat nach innen eine wichtige Leitungsfunktion und vertritt die Agrargemeinschaft – im Rahmen entsprechender Beschlüsse – nach außen. Das rechtgeschäftliche Handeln der Agrargemeinschaft setzt eine interne Willensbildung (Beschlussfassung) voraus. Bei Agrargemeinschaften ohne Satzung entscheidet mangels einer anderen Vereinbarung das Anteilsverhältnis.
Die agrargemeinschaftlichen Grundstücke bilden die sachliche Grundlage einer Agrargemeinschaft. Sie sind ordnungsgemäß zu bewirtschaften, sodass ihre Ertragsfähigkeit nachhaltig gewährleistet ist. Liegen agrargemeinschaftliche Grundstücke vor, dann bilden die Anteilsberechtigten kraft Gesetzes eine Agrargemeinschaft. Es gibt keine Agrargemeinschaft ohne agrargemeinschaftliche Grundstücke (und umgekehrt). Werden alle agrargemeinschaftlichen Grundstücke in der Hand eines Anteilsberechtigten vereinigt, an Außenstehende verkauft oder durch Realteilung in Einzeleigentum transformiert, dann endet automatisch die rechtliche Existenz der Agrargemeinschaft; allerdings hat die Agrarbehörde in diesen Fällen die Richtigstellung des Grundbuchs zu veranlassen. Die Neugründung einer Agrargemeinschaft ist nur durch einen Bescheid der Agrarbehörde möglich, nicht durch einen zivilrechtlichen Vertrag. Die Existenz der Anteilsrechte an den agrargemeinschaftlichen Grundstücken ist vom Grundbuchstand unabhängig. Eine rechtskräftige Regulierungsurkunde hat Vorrang vor einer später durchgeführten Eintragung im Grundbuch. Der grundbuchsrechtliche Publizitäts- und Eintragungsgrundsatz (§ 431 ABGB) gilt in Bezug auf Agrargemeinschaften nicht. Die Grundbuchseintragung ist zwar (neben anderen Urkunden) ein wichtiges Beweismittel, hat aber nur deklarativen Charakter und wirkt nicht konstitutiv.
Die Eintragungen von Agrargemeinschaften im Grundbuch, soweit diese aus der Zeit der Grundbuchanlegung stammen, sind regelmäßig irreführend; die unrichtige bzw. irreführende Erfassung des agrargemeinschaftlichen Gemeinschaftseigentums ist ein österreichweit nachvollziehbares Phänomen. Die Tiroler Landesregierung hat dieses historische Faktum in ihrer Stellungnahme im Gesetzesprüfungsverfahren VfSlg 9336/1982 drastisch beschrieben: „Bei der Grundbuchsanlegung wurde einmal die Gemeinde, dann wieder eine Nachbarschaft, eine Fraktion, eine Interessentenschaft, die Katastralgemeinde oder die Berechtigten als Miteigentümer eingetragen. Es lag allein im Gutdünken des zuständigen Grundbuchsbeamten, welchen Ausdruck er verwendete“. Weil das Phänomen der Agrargemeinschaft zur Zeit der Grundbuchanlegung noch weitgehend unbekannt war, versteht es sich von selbst, dass alle möglichen Rechtsverhältnisse angeschrieben wurden, nur keine Agrargemeinschaft. So finden sich im historischen Tiroler Grundbuch nur drei Katastralgemeinden, wo die Grundbuchanlegungskommissionen Anfang des 20. Jahrhunderts „agrarische Gemeinschaften“ einverleibt haben, nämlich Innervillgraten, Außervillgraten und Kartisch – alle Osttirol. Auch wenn Miteigentum einverleibt war, hat der Oberste Gerichtshof eine juristische Person angenommen, welche ex lege als Agrargemeinschaft konstituiert ist. Allgemeine Rechtsinstitute des Privatrechts wie Verjährung oder Ersitzung gelten im Zusammenhang mit den Anteilsrechten an einer Agrargemeinschaft nicht. Anteilsrechte können weder durch Nichtausübung erlöschen noch durch faktische Ausübung erworben werden. Zur Veräußerung, Belastung oder Teilung agrargemeinschaftlicher Grundstücke ist grundsätzlich die Genehmigung der Agrarbehörde erforderlich. Die Ausführungsgesetze der Bundesländer bestimmen, unter welchen Voraussetzungen von einer Genehmigung abgesehen werden kann und wann eine Genehmigung zu versagen ist. Über die Anteilsrechte kann nicht frei, sondern nur mit Bewilligung der Agrarbehörde verfügt werden.
Die vollständige Veräußerung einer Stammsitzliegenschaft ist nicht bewilligungspflichtig. Das mit einer Stammsitzliegenschaft verbundene Anteilsrecht kann aber nur mit Bewilligung der Agrarbehörde abgesondert, das heißt, auf eine andere Liegenschaft (üblicherweise in der näheren Umgebung) übertragen werden. Dadurch darf die Wirtschaftsführung und Verwaltung der Agrargemeinschaft nicht erschwert werden und keine zweckwidrige Zersplitterung oder Anhäufung von Anteilsrechten eintreten. Mehrere Landesgesetze und die Satzungen etlicher Agrargemeinschaften sehen zusätzlich auch vor, dass die Übertragung von Anteilsrechten nur mit Zustimmung der Agrargemeinschaft erfolgen darf; solche Bestimmungen dürften dem Sachlichkeitsgebot und dem Gemeinschaftsrecht der EU (Nichtdiskriminierung und Kapitalverkehrsfreiheit) widersprechen. Der Mangel einer agrarbehördlichen Bewilligung für die Übertragung kann durch Grundbuchseintragungen nicht geheilt werden. Bei der Teilung einer Stammsitzliegenschaft ist in der Teilungsurkunde auch eine Bestimmung über die künftige Mitgliedschaft an der Agrargemeinschaft zu treffen. Diese Bestimmung erlangt erst mit Genehmigung der Agrarbehörde Gültigkeit. Ohne diese Genehmigung darf die Teilung der Liegenschaft im Grundbuch nicht durchgeführt werden (Verwaltungsökonomisch motivierte Ausnahmen von dieser Genehmigungspflicht sind von Bundesland zu Bundesland verschieden). Auch die Übertragung persönlicher („walzender“) Anteilsrechte bedarf einer behördlichen Genehmigung; diese wird mit der Auflage erteilt, dass das bisherige persönliche Anteilsrecht künftig mit einer Stammsitzliegenschaft verbunden werden muss.

## Geltende Rechtslage
Das Flurverfassungs-Grundsatzgesetz 1951 (BGBl. Nr. 103, Wiederverlautbarung eines Bundesgesetzes vom 2. August 1932) normiert unter dem Kompetenztatbestand „Bodenreform“ Grundsätze für die Ordnung der rechtlichen und wirtschaftlichen Verhältnisse an agrargemeinschaftlichen Grundstücken. Im Rahmen dieser bundesweit geltenden Grundsätze haben die Bundesländer (ohne Wien) unter Berücksichtigung der jeweiligen landesspezifischen Verhältnisse und Bedürfnisse vollzugsfähige Ausführungsgesetze erlassen.

### Fundstellen der Ausführungsgesetze (Stand Oktober 2010)
- Burgenland: Flurverfassungs-Landesgesetz, Landesgesetzblatt (LGBl.) Nr. 40/1970, in der Fassung (idF) LGBl. Nr. 22/2007
- Kärnten: Flurverfassungs-Landesgesetz 1979 – K-FLG, LGBl. Nr. 64/1979, idF LGBl. Nr. 10/2007
- Niederösterreich: Flurverfassungs-Landesgesetz 1975, LGBl. 6650, idF 6650-7
- Oberösterreich: OÖ Flurverfassungs-Landesgesetz 1979, LGBl. Nr. 73/1979, idF LGBl. Nr. 3/2006
- Salzburg: Salzburger Flurverfassungs-Landesgesetz 1973, LGBl. Nr. 1/1973, idF LGBl. Nr. 125/2006
- Steiermark: Steiermärkisches Agrargemeinschaftengesetz 1985 – StAgrGG, LGBl. Nr. 8/1986, idF LGBl. Nr. 78/2001
- Tirol: Tiroler Flurverfassungslandesgesetz 1996 (TFLG 1996), LGBl. Nr. 74/1996, idF LGBl. Nr. 7/2010
- Vorarlberg: Gesetz über die Regelung der Flurverfassung, LGBl. Nr. 2/1979, idF LGBl. Nr. 32/2006

Erwähnenswert ist auch das Vorarlberger Landesgesetz über das Gemeindegut, LGBl. Nr. 49/1998, 58/2001, 1/2008; es stützt sich auf die Kompetenz „Gemeindeangelegenheiten“ (Art. 15 B-VG) und ist somit kein Ausführungsgesetz in der Materie „Bodenreform“; die Vollziehung dieses Landesgesetzes obliegt der Vorarlberger Landesregierung; sie kann die Agrarbezirksbehörde Bregenz oder eine Bezirkshauptmannschaft in Vorarlberg allgemein oder fallweise ermächtigen, im Namen der Landesregierung zu entscheiden; zweite Instanz ist das Landesverwaltungsgericht.

## Aktuelle Rechtsprobleme bei Gemeindegut-Agrargemeinschaften
In Tirol wird derzeit ein „Agrarstreit“ ausgefochten, der schätzungsweise 300 Tiroler Agrargemeinschaften und ca. 18.000 Agrargemeinschaftsmitglieder betrifft. Gegenstand der Auseinandersetzung ist die Frage, ob den Ortsgemeinden ein neues Anteilsrecht zukommt, welches den gesamten „Substanzwert“ (§ 33 Abs. 5 TFLG 1996 idF (Tiroler)LGBl 2010/7) umfasst oder ob der Substanzwert entsprechend den rechtskräftigen Bescheiden über die Anteilsrechte anteilig allen Mitgliedern zusteht. Wenn der Substanzwert der Ortsgemeinde zusteht, obwohl die Agrargemeinschaft Eigentümerin ist, so spricht man von einer „atypischer Gemeindegut-Agrargemeinschaft“; im Gegensatz dazu wäre eine „typische Gemeindegut-Agrargemeinschaft“ eine solche, wo die Ortsgemeinde Eigentümerin der agrargemeinschaftlichen Liegenschaft ist.
Ausgangspunkt dieses Agrarstreits war eine Entscheidung des Verfassungsgerichtshofes aus dem Jahr 1982 (VfSlg 9336/1982), mit welcher der Gerichtshof den Sachverhalt „Gemeindegut“ der Zuständigkeit der Agrarbehörden entzogen hatte, weil der Gesetzgeber in den Rechtsfolgen zu differenzieren hätte. Dies sei im Flurverfassungs-Grundsatzgesetz 1951 nach Auffassung des Gerichtshofes nicht in ausreichendem Maß geschehen. Die agrarischen Operationen der Teilung oder Regulierung würden auf die besonderen Eigentumsverhältnisse am Gemeindegut keine Rücksicht nehmen. Die undifferenzierte Einbeziehung des Gemeindeguts in die Teilungs- und Regulierungskompetenz der Agrarbehörde wurde deshalb als gleichheitswidrig erklärt. Das Erkenntnis gründet auf der These, dass die Landes-Gemeindeordnungen das „Gemeindegut in agrargemeinschaftlicher Nutzung“ als Eigentum der Ortsgemeinde definieren hätten. Dies war im Jahr 1982.
Obwohl der Verfassungsgerichtshof gefordert hatte, dass der Gesetzgeber bei der Teilung und Regulierung von Gemeindegut bei den Rechtsfolgen zu differenzieren hätte, hatte sich der Gesetzgeber 30 Jahre lang mit dieser Problematik nicht auseinandergesetzt. Wie der Verfassungsgerichtshof klargestellt hatte, bestehen keine Bedenken, dass die rechtlichen und wirtschaftlichen Verhältnisse am Gemeindegut durch die Agrarbehörde zu regeln und zu entscheiden seien, wenn die erforderliche Differenzierung im Gesetz getroffen würde. Weil der historische Gesetzgeber gerade und insbesondere die reformatorische Gestaltung der wirtschaftlichen und rechtlichen Verhältnisse am Gemeindegut den Agrarbehörden übertragen wollte, ist das selbstverständlich.
Das Erkenntnis VfSlg 9336/1982 war umstritten und bewirkte einen Systembruch im Flurverfassungsrecht: Das Gemeindegut in agrargemeinschaftlicher Nutzung wurde entgegen einer seit 1883 bestehenden Rechtstradition als Eigentum der Ortsgemeinden erklärt. Diese Tradition des Flurverfassungsrechts, welche mit dem TRRG 1883 ihren Ausgang nahm, verstand Gemeindegut in agrargemeinschaftlicher Nutzung seit jeher als ein Gut, dessen rechtliche und wirtschaftliche Verhältnisse gerade durch die Agrarbehörden (und nicht durch die Zivilgerichte) zu klären und zu entscheiden seien. Einschlägige Rechtsgrundlage ist das Bodenreformrecht im Allgemeinen bzw. das Flurverfassungsrecht im Speziellen.
Auch die Österreichische Bundesverfassung 1920 hat dem Umstand Rechnung getragen, dass die Agrarbehörden als zuständige Behörden für Bodenreform – und ausschließlich diese – in Anwendung des Flurverfassungsrechts und gerade nicht der Landes-Gemeindeordnungen über die rechtlichen und wirtschaftlichen Verhältnisse am Gemeindegut in agrargemeinschaftlicher Nutzung entscheiden. Die Landes-Gemeindeordnungen können deshalb schon aufgrund der verfassungsrechtlichen Vorgaben die Eigentumsverhältnisse am Gemeindegut in agrargemeinschaftlicher Nutzung nicht vorgeben bzw. definieren.
Die Idee, die Agrarbehörde hätte undifferenziert Eigentum der Ortsgemeinden auf Agrargemeinschaften übertragen, hatte das Erkenntnis VfSlg 18.446/2008 („Mieders-Erkenntnis“) hervorgebracht und den Anlassfall geboten, der Ortsgemeinde ein Anteilsrecht umfassend die Substanz des agrargemeinschaftlichen Vermögens zuzuerkennen. Der Verfassungsgerichtshof hatte danach erkannt, dass in den Fällen, in denen wahres Eigentum einer Ortsgemeinde auf Agrargemeinschaften übertragen wurde, die Regulierungspläne dieser aus Eigentum der Ortsgemeinden hervorgegangenen Agrargemeinschaften so umzugestalten wären, dass der jeweiligen Ortsgemeinde der Substanzwert als agrargemeinschaftliches Anteilsrecht zukomme. Dem haben der Tiroler Landesgesetzgebers und auch zwei Nachfolge-Erkenntnissen des VfGH Rechnung getragen.
Mit Erkenntnis VfSlg 19.262/2010 (Unterlangkampfen-Erkenntnis) vom 10. Dezember 2010 hat der Verfassungsgerichtshof klargestellt, dass diese neue Judikatur zwingend zur Voraussetzung habe, dass das heutige agrargemeinschaftliche Eigentum ehemals Eigentum der Ortsgemeinde war. Für eine Entscheidung über die Frage, ob der Ortsgemeinde der „Substanzwert“ am agrargemeinschaftlichen Vermögen zustehe, sei deshalb zu klären, wer vor dem agrarbehördlichen Einschreiten Eigentümer des agrargemeinschaftlichen Liegenschaftsvermögens war. Dabei seien die historischen Eigentumstitel zu berücksichtigen, es sei zu berücksichtigen, dass das historische Grundbuch unrichtig gewesen sein konnte und es sei zu berücksichtigen, dass der Begriff „Gemeindegut“ im historischen (Tiroler) Flurverfassungsrecht Eigentum einer Agrargemeinschaft bedeutete. Trotzdem hatte der Verfassungsgerichtshof im Erk VfSlg 19.262/2010 im Anlassfall (Agrargemeinschaft Unterlangkampfen) den Bescheid des Landesagrarsenates, der alle diese Grundsätze vernachlässigt hatte, nicht wegen „Denkunmöglichkeit“ verworfen. Vielmehr wurde es dem Verwaltungsgerichtshof überlassen, die Gemeindegutseigenschaft von Agrargemeinschaft Unterlangkampfen zu beurteilen. Die Erwartung der Agrargemeinschaften auf Rechtsschutz gegen die Unterstellung, dass das agrargemeinschaftliche Vermögen aus ehemaligem Eigentum der Ortsgemeinden stamme, waren deshalb durch das Erkenntnis VfSlg 19.262/2010 (Unterlangkampfen) auf den Verwaltungsgerichtshof gelenkt.
In vierzehn Erkenntnissen vom 30. Juni 2011 (Leit-Erkenntnisse Zl 2010/07/0091 und 2011/07/0039) hat der VwGH die vom Verfassungsgerichtshof im Erkenntnis VfSlg 19.262/2010 weiterentwickelten Rechtssätze zur Beurteilung von Agrargemeinschaften gerade nicht angewandt, sondern aus älteren Erkenntnissen des Verfassungsgerichtshofes eigenständige Rechtssätze zur Beurteilung von Agrargemeinschaften entwickelt. Danach soll es darauf ankommen, ob die betreffende Agrargemeinschaft nach dem historischen, mit Erk VfSlg 9336/1982 als gleichheitswidrige aufgehobenen Zuständigkeitstatbestand „Gemeindegut“ reguliert worden sei. Hätte die historische Agrarbehörde diesen Zuständigkeitstatbestand angezogen, seien damit auch die Eigentumsverhältnisse bindend entschieden. Auf das historische Begriffsverständnis der Behörde soll es nicht ankommen, weil die Bescheide objektiv und im Sinn des durch das Erkenntnis 9336/1982 definierten (neuen) Begriffsverständnisses zu interpretieren seien. Irrelevant seien auch die wahren ursprünglichen Eigentumsverhältnisse, weil die historische Agrarbehörde konstitutiv entschieden habe, weshalb die ursprünglichen Eigentumsverhältnisse rechtskräftig und bindend präjudiziert seien.
Diese Judikatur der Verwaltungsgerichtshofes ist auf jede österreichische Agrargemeinschaft übertragbar, welche die historische Agrarbehörde nach dem Zuständigkeitstatbestand „Gemeindegut“ reguliert hat. Damit droht ein „juristischer Flächenbrand“, der insbesondere auch jederzeit die Bundesländer Vorarlberg, Niederösterreich, Steiermark und Oberösterreich erfassen könnte. Eine Sanierung des Flurverfassungs-Grundsatzgesetzes 1951 nach VfSlg 9336/1982 wäre deshalb naheliegend. Das Gemeindegut in agrargemeinschaftlicher Nutzung als Gegenstand der agrarischen Operation könnte außer Streit gestellt werden, und es könnten Klarstellungen zur agrarischen Operation selbst getroffen werden.
Im „Tiroler Agrarstreit“ wehren sich die Agrargemeinschaften aufgrund dieser Erkenntnisse des Verwaltungsgerichtshofes bisher vergeblich gegen eine Behandlung entsprechend den Rechtssätzen, die im Erkenntnis VfSlg 18.446/2008 entwickelt wurden. Die Gemeinden sollen das bisher unbekannte Anteilsrecht „Substanzwert“ an den Agrargemeinschaften besitzen. Dies zu Lasten der „gewöhnlichen Mitglieder“ der Agrargemeinschaft, entgegen jahrzehntelanger Rechtsauffassung, entgegen historischen Parteienübereinkommen, entgegen den seit Jahrzehnten rechtskräftigen Bescheiden über die Anteilsrechte an der Agrargemeinschaft und insbesondere entgegen Art 7 Staatsgrundgesetz 1867, wonach geteiltes Eigentum gar nicht gültig begründet werden kann. In den laufenden Tiroler Verfahren hat sich das Schwergewicht der Rechtsschutzansuchen wegen der jüngsten Judikatur des Verwaltungsgerichtshofes wieder zum Verfassungsgerichtshof verlagert. Dieser wird darüber zu erkennen haben, ob die Interpretation des Verwaltungsgerichtshofes in den Erkenntnissen vom 30. Juni 2011 eine „denkmögliche“ Anwendung der vom Verfassungsgerichtshof vorgegebenen Rechtssätze darstellt oder nicht.

## Wirtschaftliche Bedeutung und Konfliktfelder
Die Nutzung land- und forstwirtschaftlicher Grundstücke durch eine organisierte Gemeinschaft von Nutzungsberechtigten ist im ganzen Alpenraum (also nicht nur in Österreich) auch heute noch weit verbreitet (siehe auch: Waldinteressentenschaft, eine in Deutschland übliche ähnliche Form der gemeinschaftlichen Wirtschaftsführung).
Ursprünglich waren die Anteilsberechtigten in den Agrargemeinschaften vorwiegend Bauern. Infolge des Strukturwandels in der Landwirtschaft dominieren heute zunehmend die Nicht-Landwirte. Interessenkonflikte ergeben sich auch im Zusammenhang mit der jagdlichen Nutzung der agrargemeinschaftlichen Grundstücke. Das Jagdrecht ist Ausfluss des Eigentums, steht also auf Eigenjagdgebieten der Agrargemeinschaft und nicht den Anteilsberechtigten zu; es gehört nicht zu den Nutzungsrechten im Sinn der Bodenreform. Üblicherweise wird die Jagd verpachtet, weil das Geld zur Erhaltung der Forstwege oder zur Unterstützung der Almwirtschaft benötigt wird. Nur wenige Agrargemeinschaften betreiben diesbezüglich „Eigenbewirtschaftung“.
Manche Agrargemeinschaften verfügen über beträchtliche Immobilienwerte und agieren als gut organisierte Wirtschaftskörper auch außerhalb der Urproduktion. Vermutlich Österreichs größte Agrargemeinschaft bezogen auf den Grundbesitz ist Agrargemeinschaft Nenzing (Vorarlberg, ca. 10.000 ha), möglicherweise gefolgt von Leobner Realgemeinschaft (Steiermark, ca. 8.000 ha). Die derzeit herrschende Rechtsunsicherheit beeinträchtigt das wirtschaftliche Agieren vieler Gemeindegut-Agrargemeinschaften in Tirol. Die vertrackten juristischen Probleme könnten durch neue bundesgesetzliche Bestimmungen (Sanierung des Flurverfassungs-Grundsatzgesetzes 1951 nach VfSlg 9336/1982) wahrscheinlich am besten und schnellsten gelöst werden.